# Seth Maxwell Barton

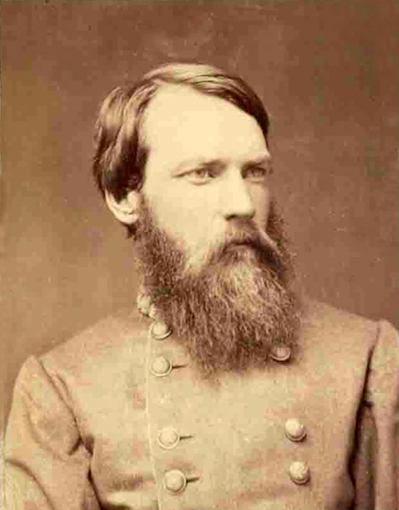
General Barton

Seth Maxwell Barton (* 8. September 1829 in Fredericksburg, Virginia; † 11. April 1900 in Washington, D.C.) war bis 1861 Offizier im US-Heer und danach Brigadegeneral des konföderierten Heeres im Sezessionskrieg.

## Leben
Barton beendete 1849 sein Studium an der Militärakademie in West Point, New York als 15. seines Jahrgangs. Er diente auf verschiedenen Dienstposten an der Frontier und nahm an den Feldzügen gegen die Comanchen teil. Bis 1861 erreichte er den Dienstgrad Oberstleutnant. Im Zuge der Sezession der Südstaaten trat er aus dem US-Heer aus und wurde stellvertretender Kommandeur des 15. Arkansas-Infanterieregiments. Unter General Robert Edward Lee nahm er vom 12. bis zum 15. September 1861 an der Schlacht am Cheat Mountain und am 3. Oktober 1861 am Gefecht am Greenbrier River teil. Während Jacksons Shenandoah-Feldzug 1862 war er Pionierführer von Thomas Jonathan Jackson. Noch im gleichen Jahr wurde er zum Brigadegeneral befördert und erhielt ein Kommando über eine Brigade im Osten von Tennessee.
Später nach Vicksburg beordert, nahm er 1863 an der vom 18. Mai bis 4. Juli dauernden Schlacht um Vicksburg teil und wurde von Unionstruppen gefangen genommen. Nach seiner Freilassung ging er nach Osten, um eine Brigade unter Generalmajor George Edward Pickett zu übernehmen. Wegen Eigenmächtigkeit wurde er abgelöst und zur Verteidigung Richmonds, Virginia eingesetzt. Sein neuer Kommandeur bezichtigte ihn ebenfalls der Eigenmächtigkeit und löste ihn vom Kommando ab. Erst als nach mehreren Monaten befreundete Offiziere eine Petition einreichten und Bartons Mut und Zuverlässigkeit bestätigten, erhielt er wieder ein Kommando über eine Brigade und wurde erneut in der Verteidigung Richmonds eingesetzt. Während des Appomattox-Feldzuges sollte er die Nord-Virginia-Armee nach den Gefechten am Sailor’s Creek verstärken. Während dieser Aktion wurde er gefangen genommen und im Fort Warren inhaftiert.
3 Monate nach dem Krieg wurde er nach dem Schwur auf die Union in Freiheit entlassen und ging nach Fredericksburg, wo er bis zu seinem Tod lebte. Er wurde einer der angesehensten Chemiker seiner Zeit und starb auf einer Reise in Washington, D.C.
Er liegt gemeinsam mit fünf anderen Offizieren auf dem Fredericksburg Confederate Cemetery in Fredericksburg begraben. Hier liegen mehr als 3.300 Soldaten der Konföderierten Staaten begraben, davon sind 2.184 als Unbekannt bestattet.